# 李続宜

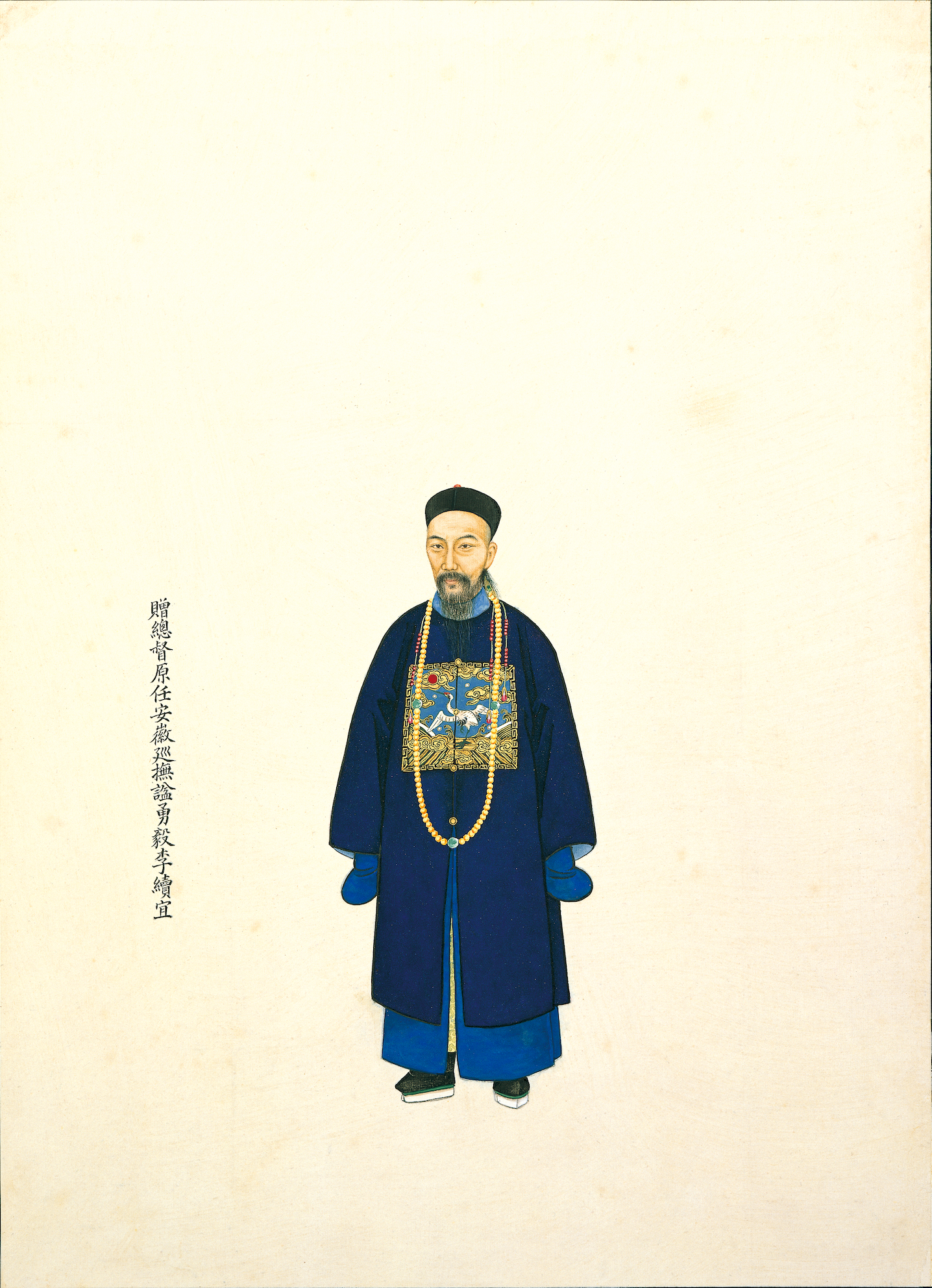
李続宜

李 続宜（り ぞくぎ、Lǐ Xùyí、1822年 ‐ 1863年）は、清末の官僚、湘軍の指揮官。字は希庵。湖南省湘郷県（現在の漣源市荷塘鎮古楼村）出身。
兄の李続賓も湘軍の将領である。李続宜の部隊は羅沢南軍に属して江西省・安徽省を転戦し、同知に抜擢された。さらに1856年の武昌奪回に功績をあげ、湖北巡撫の胡林翼の推薦で知府となった。
その後、再び江西省・安徽省を転戦し、しばしば太平天国の陳玉成軍を破った。1859年、荊宜施道となり、石達開に包囲された宝慶の救援にあたった。1860年、安徽按察使となった。陳玉成が桐城を攻撃した際には、ドロンガ（多隆阿）と連合して1万人近くの太平天国軍を斃し、安慶奪回に大きく貢献した。
1861年、安徽巡撫に任命されたが、胡林翼が病死すると後任の湖北巡撫となり、捻軍と戦った。その後再び安徽巡撫に転任となり、1862年には捻軍の張楽行を破って潁州の包囲を解いた。さらに欽差大臣も兼任し安徽全省の軍務を統括したが、母の死で郷里に帰ったところ病に倒れ、翌年に死去した。死後、勇毅の諡号が贈られた。